# MNAT1
MNAT1 (англ. MNAT1, CDK activating kinase assembly factor) – білок, який кодується однойменним геном, розташованим у людей на короткому плечі 14-ї хромосоми. Довжина поліпептидного ланцюга білка становить 309 амінокислот, а молекулярна маса — 35 823.
| 10         |  | 20         |  | 30         |  | 40         |  | 50         |
| ---------- |  | ---------- |  | ---------- |  | ---------- |  | ---------- |
| MDDQGCPRCK |  | TTKYRNPSLK |  | LMVNVCGHTL |  | CESCVDLLFV |  | RGAGNCPECG |
| TPLRKSNFRV |  | QLFEDPTVDK |  | EVEIRKKVLK |  | IYNKREEDFP |  | SLREYNDFLE |
| EVEEIVFNLT |  | NNVDLDNTKK |  | KMEIYQKENK |  | DVIQKNKLKL |  | TREQEELEEA |
| LEVERQENEQ |  | RRLFIQKEEQ |  | LQQILKRKNK |  | QAFLDELESS |  | DLPVALLLAQ |
| HKDRSTQLEM |  | QLEKPKPVKP |  | VTFSTGIKMG |  | QHISLAPIHK |  | LEEALYEYQP |
| LQIETYGPHV |  | PELEMLGRLG |  | YLNHVRAASP |  | QDLAGGYTSS |  | LACHRALQDA |
| FSGLFWQPS  |  |            |  |            |  |            |  |            |

A: Аланін

C: Цистеїн

D: Аспарагінова кислота

E: Глутамінова кислота

F: Фенілаланін

G: Гліцин

H: Гістидин

I: Ізолейцин

K: Лізин

L: Лейцин

M: Метіонін

N: Аспарагін

P: Пролін

Q: Глутамін

R: Аргінін

S: Серин

T: Треонін

V: Валін

W: Триптофан

Кодований геном білок за функцією належить до фосфопротеїнів. 
Задіяний у таких біологічних процесах, як транскрипція, регуляція транскрипції, клітинний цикл, ацетилювання, альтернативний сплайсинг. 
Білок має сайт для зв'язування з іонами металів, іоном цинку. 
Локалізований у ядрі.